# Ощадбанк СРСР
Банк трудових заощаджень і кредитування населення СРСР (Ощадний банк СРСР, Ощадбанк; рос. Банк трудовых сбережений и кредитования населения СССР, Сберегательный банк СССР, Сбербанк СССР) — спеціалізований державний банк, утворений 1987 року в ході реформи банківської системи в СРСР.

## Історія
У 1987 році почалася реформа банківської системи в СРСР, основною метою якої був перехід банків на комерційну основу. Розробники реформи порахували, що приплив грошових коштів до державного бюджету від підприємств може бути обмеженим. Тому важливим джерелом наповнення бюджету мали стати кошти населення. Проте, оскільки система Державних трудових ощадних кас СРСР перебувала в незадовільному стані і не могла нормально обслуговувати зростаючі потреби населення, то Центральним комітетом КПРС і Радою міністрів СРСР було ухвалене рішення про реорганізацію системи Держтрудощадкас та утворення Банку трудових заощаджень і кредитування населення СРСР.
Ощадний банк СРСР забезпечував організацію ощадної справи в країні, безготівкових розрахунків і касового обслуговування населення, а в необхідних випадках — організацій та установ, поширення та погашення облігацій державних позик, кредитування споживчих потреб громадян, обслуговування всіх категорій пенсіонерів. На початок 1988 р. до системи Ощадбанку СРСР входили 15 республіканських банків, 166 крайових, обласних і міських управлінь, 4100 відділень з 50 700 філіями та 22 100 агентствами. Всього в 77 100 установах банку працювало 248 000 осіб.
З прийняттям у 1990 р. Закону СРСР «Про банки і банківську діяльність» Банк трудових заощаджень і кредитування населення СРСР змінив свій статус і став комерційним спеціалізованим банком. Відповідно до закону Ощадбанк СРСР здійснював операції із залучення грошових коштів населення та їх розміщення. Грошові кошти, залучені банком, використовувалися ним на кредитування населення та інші цілі. Збереження і своєчасність повернення вкладів населення повинно було гарантуватися Держбанком СРСР. Статут Ощадбанку СРСР затверджувався Центральною радою Держбанку СРСР. Голова Ощадбанку СРСР призначався Центральним радою Держбанку за поданням Голови Держбанку і був членом Правління Держбанку.
Після розпаду Радянського Союзу і ліквідації Держбанку СРСР існування Ощадбанку СРСР стало неможливим. 24 грудня 1991 на підставі власного рішення Ради Ощадбанку СРСР було оголошено про самоліквідацію Ощадбанку СРСР.